# Tanja Ribič
Pour les articles homonymes, voir Ribič.
Tanja Ribič (née le 28 juin 1968 à Trbovlje) est une actrice et une chanteuse slovène,.
Elle a représenté la Slovénie lors du Concours Eurovision de la chanson de 1997 avec la chanson Zbudi se qui se plaça à la dixième position du classement final. Elle est mariée à l’acteur et réalisateur Branko Đurić. En 2001, elle interprète un rôle dans le film No Man's Land.

## Filmographie
- Jecarji (1990)[2];
- Srcna dama (1991)[2];
- Halgato (1995)[2];
- Nepopisan list (2000)[2];
- No Man's Land (2001)[2];
- Kajmak in marmelada (2003)[2];
- Nasa mala klinika (2005-2008)[2];
- Sindrom Terminator (2005)[2];